# Bisbat de Lavaur
El Bisbat de Lavaur (francès: Diocèse de Lavaur, occità: Diocèsi de La Vaur, llatí:  Dioecesis Vaurensis) fou una jurisdicció eclesiàstica França, sorgida el 1317 per decisió del Papa Joan XXII. La diòcesi fou abolida pel concordat del 1801. El 1822 fou incorporada a la diòcesi d'Albi (oficialment Albi-Castres-Lavaur).

## Territori
La diòcesi comprèn part del Llenguadoc. Limitava amb l' Confinava con l'arquebisbat d'Albi, el bisbat de Castres, del qual estava separada pel riu Agout, l'arquebisbat de Narbona, el bisbat de Carcassona i de Saint-Papoul, i l'arquebisbat de Tolosa.
La seu episcopal és la ciutat de Lavaur, a l'actual departament del Tarn, on es trobava la catedral de Sant Alà.
El 1768 estava dividit en 88 parròquies. Comprenia les localitats de Aguts, Aiguefonde, Algans, Appelle, Arfons, Aussillon, Avezac, Belcastel, Belleserre, Bertre, Blan, Cahuzac, Cambon, Cambounet, Candeils, Caucalières, Cuq, Dourgne, Dournes, Durfort, Escoussens, Flamarens, Garrevaques, Garrigues, Guitalens, Hautpoul, Jul, Labruguière, Lacougotte, Lacroisille, Lagardiolle, Lamothe, Lastens, Lastouzeilles, Lavaur, Lempaut, Lescout, Lestap, Lugan, Magrin, Marzens, Massaguel, Massac, Maurens, Montespieu, Montgey, Montlong, Montmoure, Mouzens, Palleville, Péchaudier, Poudis, Prades, Pratviel, Prénian, Puéchoursi, Puylaurens, Revel, Roquefort, Roquevidal, Saint-Affrique-les-Montagnes, Saint-Agnan, Saint-Amancet, Saint-Amans, Saint-Avit, Saint-Germier, Saint-Jean-de-Rives, Saint-Lieux, Saint-Paul, Saïx, Sallepieussou, Scopont, Semelans, Senil, Séran, Sorèze, Soual, Teyssode, Troupiac, Valcournouse, Veilhes, Verdalle, Villeneuve, Viterbe, Viviers i Viviers-les-Montagnes.

## Història
En 1098 Isarno, bisbe de Tolosa i fill de Guillem, senyor del castell de Lavaur, va donar als religiosos de l'abadia de Sant Ponç l'església Sant Alà, a la riba esquerra de l'Agout, amb la tasca de restaurar l'església, en un estat d'abandó, per construir un monestir i trobar una ciutat, que portaria el nom de Lavaur. L'església de Sant Alà es convertiria més tard en la seu d'un priorat depenent de Saint-Pons.
El priorat de Sant Albert va ser erigida en diòcesi pel papa Joan XXII el 26 de setembre de 1317 amb la butlla Salvator noster. El 22 de febrer de 1318, amb la butlla Cum illius, el Papa definí els límits de la nova diòcesi, que va donar 88 parròquies de l'arxidiòcesi de Tolosa, de la qual Lavarur es va convertir en sufragània.
La imponent catedral, construïda pels monjos de Saint-Pons, al segle xii i destruïda durant la croada contra els albigesos el 1211, va ser reconstruïda a mitjans del segle xiii, i finalment va prendre la seva actual forma gràcies a la tasca realitzada pel bisbe Jean Vigier en la segona meitat del segle xv.
Durant la revolució francesa, el palau episcopal va ser destruït, que originalment flanquejava la catedral.
La diòcesi va ser abolida després del concordat amb la butlla Qui Christi Domini del Papa Pius VII del 29 de novembre de 1801 i el seu territori incorporat al de la diòcesi de Montpeller. Quan l'arquebisbat d'Albi es va restituir el 1822, la major part de l'antic territori diocesà es va incorporar al de Albi.
A partir del 17 de febrer de 1922, els arquebisbes d'Albi reben el títol de bisbes de Lavaur.

## Cronologia episcopal
- Roger d'Armagnac † (26 d'octubre de 1317 - 22 de maig de 1338 nomenat bisbe de Laon)
- Robert de Foix (de Béarn) † (22 de maig de 1338 - 1348 mort)
- Archambaud de Lautrec † (14 de novembre de 1348 - 11 de gener de 1357 nomenat bisbe de Châlons)
- Robert de la Voie de Villemur † (21 d'agost de 1357 - 1383 mort)
- Gilles de Bellemère † (8 d'octubre de 1383 - 17 d'octubre de 1390 nomenat bisbe de Le Puy)
- Guy de la Roche † (25 d'octubre de 1390 - després de 1393 mort)
- Pierre de Vissac † (12 de juliol de 1395 - 23 de gener de 1405 mort)
- Bertrand de Maumont † (9 de febrer de 1405 - 10 de març de 1408 nomenat bisbe de Béziers)
- Pierre Neveu † (21 d'octubre de 1409 - 5 de setembre de 1410 nomenat arquebisbe d'Albi)
  - Pierre d'Ailly † (21 de març de 1411 - 6 d'abril de 1412 renuncià) (administrador apostòlic)
- Jean Bely † (6 d'abril de 1412 - 21 de setembre de 1433 mort)
- Jean Boucher † (13 de gener de 1434 - 6 de setembre de 1458 mort)
- Jean Gentian † (30 de juliol de 1459 - 26 d'abril de 1469 mort)
- Jean Vigier † (5 de juny de 1469 - 16 de març de 1497 mort)
  - Hector de Bourbon † (22 de maig de 1497 - 29 d'abril de 1500 renuncià) (administrador apostòlic)
  - Pierre de Rosier † (29 d'abril de 1500 - 31 de maig de 1514 mort) (administrador apostòlic)
  - Giulio de' Medici † (12 de juny de 1514 - 18 de novembre de 1523 elegit Papa amb el nom de Climent VII) (administrador apostòlic)
  - Agostino Trivulzio † (11 de gener de 1524 - 6 d'octubre de 1525 renuncià) (administrador apostòlic)
- Pierre Buxi † (6 d'octubre de 1525 - 30 d'octubre de 1526 mort)
- Georges de Selve † (23 de març de 1528 - 12 d'abril de 1542 mort)[3]
- Pierre de Mareuil † (1 de març de 1542 - de març de 1556 mort)
- Pierre Danès † (9 d'agost de 1557 - 23 d'abril de 1577 mort)
  - Sede vacante (1577-1582)
- Pierre de Faur † (14 de març de 1582 - 21 de novembre de 1582 mort)
- Horace René de Birague † (21 de novembre de 1583 - 26 de febrer de 1601 mort)
  - Sede vacante (1601-1606)
- Claude du Vergier † (24 d'abril de 1606 - 25 de març de 1636 mort)
  - Sede vacante (1636-1639)
- Charles-François Abra de Raconis † (10 de gener de 1639 - 16 de juliol de 1646 mort)
- Jean-Vincent de Tulles † (27 de maig de 1647 - 3 de desembre de 1668 mort)
  - Sede vacante (1668-1671)
- Michel Amelot de Gournay † (22 de juny de 1671 - 16 de novembre de 1673 nomenat arquebisbe de Tours)
- René de Sauvages † (18 de desembre de 1673 - 17 de maig de 1677 mort)
- Charles le Goux de la Berchère † (11 d'octubre de 1677 - 1692 renuncià)[4]
- Victor-Augustin de Mailly † (15 d'octubre de 1692 - 23 de desembre de 1712 mort)
- Nicolas de Malézieu † (18 de setembre de 1713 - 14 de març de 1748 mort)
- Jean-Baptiste Joseph de Fontanges † (2 de desembre de 1748 - 8 de novembre de 1764 mort)
- Jean de Dieu-Raymond de Boisgelin de Cucé † (27 de març de 1765 - 27 de febrer de 1771 renuncià)
- Jean-Antoine de Castellane † (17 de juny de 1771 - 1801 renuncià)
  - Seu suprimida